# Mas Flow: Los Benjamins
Mas Flow: Los Benjamins é o seguinte álbum de estúdio por Luny Tunes depois do  sucesso Mas Flow 2. Com participações de artistas como Daddy Yankee e Don Omar, além de introduzir nome na música, como Tainy. Logo na estreia, chegou perto de vender 1.000.000, sendo um dos álbum a chegar mais rapido na certificação de platina.

## Músicas
| #  | Título                               | Cantor(s) | Produtor(s)                              | Duração |
| -- | ------------------------------------ | --- | ---------------------------------------- | ------- |
| 1  | "Royal Rumble (Se Van)"              | Daddy Yankee, Don Omar, Wise Da' Gangsta, Hector "El Father", Yomo, Zion, Wisin, Franco "El Gorila", Arcangel & Alexis | Luny Tunes & Nely                        | 6:16    |
| 2  | "Lento"                              | RBD | Luny Tunes, Way Fell & Tainy             | 3:16    |
| 3  | "Hello"                              | Zion | Luny Tunes                               | 3:26    |
| 4  | "Entregate"                          | Wisin y Yandel | Luny Tunes, Tainy & Jorge 'Joker' Elvira | 3:45    |
| 5  | "Beautiful"                          | Don Omar | Luny Tunes & Tainy                       | 3:00    |
| 6  | "Noche de Entierro (Nuestro Amor)"   | Daddy Yankee, Wisin & Yandel, Zion, Hector "El Father" & Tony Tun-Tun                                                  | Luny Tunes, Nales & Mr. G                | 4:23    |
| 7  | "Mi Fanatica"                        | Arcangel & De La Ghetto                                                                                                | Luny & Tainy                             | 3:48    |
| 8  | "Esta Noche"                         | Tito "El Bambino" | Luny Tunes, Tainy & Nales                | 2:36    |
| 9  | "La Ex"                              | Alexis & Fido | Doble A & Nales                          | 2:54    |
| 10 | "De Ti Me Enamoré"                   | Baby Rasta | Luny Tunes & Tainy                       | 3:22    |
| 11 | "Slow Motion"                        | Yo-Seph "The One" | Luny Tunes & Tainy, Doble A & Nales      | 3:18    |
| 12 | "Alocate"                            | Zion |                                          | 2:32    |
| 13 | "Tocarte"                            | Plan B |                                          | 2:24    |
| 14 | "Dicimulalo"                         | Magnate |                                          | 2:15    |
| 15 | "Acelera"                            | Franco "El Gorila" | Luny Tunes & Tainy                       | 2:32    |
| 16 | "Clack Clack"                        | Angel Doze | Luny Tunes & Tainy                       | 3:24    |
| 17 | "Piden Reggaeton"                    | Angel & Khriz | Luny Tunes & Tainy                       | 3:09    |
| 18 | "Deja Quitarte la Ropa"              | Dalmata | Luny & Tainy                             | 3:17    |
| 19 | "Contigo"                            | Jean | Doble A & Nales                          | 2:31    |
| 20 | "Tú Me Arrebata"                     | Ñejo | Luny Tunes, Tainy & DJ Nelson            | 3:08    |
| 21 | "No Te Quiere" [Hidden Bonus Track]  | El Roockie | Luny & Tainy                             | 2:30    |
| 22 | "Libertad" [Hidden Bonus Track]      | Luigi | Luny Tunes, Tainy & Doble A              | 2:58    |
| 23 | "Lento (Remix)" [Hidden Bonus Track] | RBD | Luny Tunes, Way Fell & Tainy             | 3:21    |